# Tasiemce nieczłonowane
Tasiemce nieczłonowane, tasiemce niższe (Cestodaria) – podgromada tasiemców (Cestoda) obejmująca niewielką liczbę gatunków. Organizmy te mają budowę podobną do Eucestoda, jednak wykazują też wiele cech różniących. Pozbawione są układu pokarmowego. Wszystkie Cestodaria są nieczłonowane, czyli nie mają skoleksu i segmentacji. Kształt ich ciała jest liściasty, a rzadziej taśmowaty. Mają pojedynczy aparat rozrodczy, który jest hermafrodytyczny. Składa się on z wielu pęcherzyków jądrowych i dwupłatowego jajnika. Żółtniki są dobrze rozwinięte, a macica ma samodzielny otwór zewnętrzny. Posiadają także pochwę. Przewody płciowe męskie i żeńskie uchodzą u nich odrębnymi otworami. Są to pasożyty bytujące w jelicie lub jamie ciała ryb i wyjątkowo żółwi. Postać larwalna likofory posiada na końcu ciała 10 haków embrionalnych i u larwy tej występuje grupa silnie rozwiniętych gruczołów, których ujście znajduje się na przednim końcu ciała. Likofora nie odrzuca cerkomeru, lecz zachowuje go nawet w stadium dojrzałym.
Przykładowym przedstawicielem jest amfilina (Amphilina foliacea).

## Systematyka
W Cestodaria wyróżniane są rzędy:
- Amphilinidea
- Gyrocotylidea